# Value City Arena
La Value City Arena (ou Value City Arena at the Jerome Schottenstein Center), communément appelée Schottenstein Center, est une salle omnisports située sur le campus de l'Université d'État de l'Ohio à Columbus dans l'Ohio.
Propriété de l'université, c'est le domicile des équipes masculine et féminine de basket-ball ainsi que de l'équipe masculine de hockey sur glace du campus. Ces équipes jouent sous le nom de Buckeyes d'Ohio State et participent aux compétitions universitaires organisées par la National Collegiate Athletic Association. Le Schottenstein Center a une capacité de 19 200 places pour les matchs de basket-ball, 17 500 pour le hockey et peut accueillir jusqu'à 20 000 personnes lors d'un concert.
Il est le deuxième plus grand aréna de la ville de Columbus après le Nationwide Arena, le domicile des Blue Jackets de Columbus de la Ligue nationale de hockey.

## Histoire
Dans les années 1990, le Ohio State University Department of Athletics était désireux de fournir des équipements sportifs modernes aux équipes sportives de l'université, notamment en remplaçant la vétuste St. John Arena.
Les travaux ont commencé le 2 avril 1996 pour la Value City Arena at The Jerome Schottenstein Center. Après un calendrier de construction rigoureux (3 888 camions de ciment ont été nécessaires pour bâtir l'ensemble de 71 535 mètres carrés), la salle a ouvert ses portes le 3 novembre 1998 lors d'un match de basket-ball. Le coût de construction du Schottenstein Center s'éleva à $115 millions de dollars. C'est une installation polyvalente qui accueille une grande variété d'événements comme des concerts, des spectacles et autres.

## Événements
- Jeopardy! College Championship, novembre 2002
- Séries finales du championnat NCAA de hockey sur glace (Frozen Four), 2005